# Ciril Grossklaus
Ciril Grossklaus (ur. 17 kwietnia 1991) – szwajcarski judoka, uczestnik igrzysk olimpijskich w 2016 roku. 

## Osiągnięcia

### Grand Prix
Bierze udział w zawodach grand prix w judo. Dotychczas zdobył jeden srebrny oraz cztery brązowe medale. W Pucharze Światowym udało mu się zdobyć pięć medali: Dwa złote, jeden srebrny i dwa brązowe. 

### Igrzyska olimpijskie
Wziął udział w rywalizacji w wadze do 90 kg podczas igrzysk w Rio de Janeiro. W 1/16 został pokonany przez reprezentanta Francji Alexandre Iddira. Tym samym odpadł z dalszej rywalizacji. 